# Vírus de Powassan
Vírus de Powassan é um flavivírus (+ssRNA) transmitido por carrapatos do gênero Ixodes. O vírus recebeu o nome da cidade de Powassan, em Ontario, Canadá. A infecçao de humanos é rara, e só ocorre em regiões rurais ou selvagens da América do Norte e Rússia, onde há carrapatos de cervos.

## Patologia
Muitas pessoas não tem sintomas, por isso é difícil estimar o verdadeiro número de infectados. O powassan vírus, assim como muitos outros flavivírus, podem provocar encefalite viral (inflamação do cérebro) e meningite asséptica (inflamação das membranas que envolvem o cérebro e medula espinal). Os sintomas podem incluir febre, dor de cabeça, vômitos, fraqueza, confusão, perda de coordenação, dificuldades de fala e convulsões.

## Tratamento
Não há tratamento específico ou vacina, as medidas de suporte podem incluir hospitalização, suporte respiratório e fluidos intravenosos. Metade dos sobreviventes tem como sequelas dores de cabeça recorrentes, perda muscular e problemas de memória e a mortalidade é de 10%. 